# Cassine albivenosa
Cassine albivenosa là một loài thực vật có hoa trong họ Dây gối. Loài này được (Chiov.) Cufod. mô tả khoa học đầu tiên năm 1969.